# GeoWorks
GeoWorks è il nome con il quale era conosciuto il sistema operativo PC/GEOS (Personal Computer Graphic Envroinment Operating System). Questo sistema fu uno dei primi ambienti grafici per computer degli anni novanta, esso derivava dalla versione precedente per Commodore 64 che era a 8-bit, al contrario della versione per IBM compatibile che funzionava a 16-bit.
GeoWorks 1.0 fu distribuito nel 1990 dalla ditta Ensemble.
Il programma fu scritto interamente nel linguaggio di programmazione Assembly, grazie a ciò questo sistema era molto veloce.
GeoWorks era per certi aspetti tecnicamente migliore di Windows 3.0, ma Microsoft grazie a una migliore campagna commerciale riuscì a prevalere sul concorrente.

## GeoWorks Ensemble
Nel 1990, GeoWorks pubblicò una versione di GEOS per i sistemi IBM PC compatibile, PC/GEOS. Noto anche come GeoWorks Ensemble, era incompatibile con le versioni Commodore e Apple ma presentava vari miglioramenti, compresi i font scalabili e il multitasking, anche sui cloni dei pc XT e AT. Essendo stato programmato direttamente nell'assembly language, garantiva prestazioni molto superiori rispetto al relativamente lento Microsoft Windows 3.0 sui PC 386 e 486. All'epoca GEOS era venduto insieme a molti PC, ma come altri ambienti grafici (GUI environments) per le piattaforme PC, ad esempio GEM, sul mercato non riuscì ad ottenere un successo paragonabile a quello di Windows. Alcuni dicono che il declino di Geoworks sia dovuto al fatto che la Microsoft minacciava di interrompere la fornitura di MS-DOS a quei produttori di hardware che offrivano Geoworks insieme alle loro macchine.

## Breadbox Ensemble
Dal 2002 i sistemi operativi della famiglia GEOS sono mantenuti e distribuiti dalla società americana Breadbox Computer Company che ha ribattezzato il prodotto Breadbox Ensemble e ha distribuito alcuni aggiornamenti per consentirne l'uso su hardware più recente e piattaforme diverse dal MS-DOS o Windows 95. In particolare con l'ultima versione di Ensemble, distribuita il 25 agosto 2009, è possibile eseguire il prodotto su CPU con velocità superiore ad 1 GHz, caratteristica che è stata resa disponibile anche sotto forma di aggiornamento per le versioni precedenti già distribuite dalla Breadbox.